# Echinorhynchus lotellae
Echinorhynchus lotellae är en hakmaskart som beskrevs av Yamaguti 1939. Echinorhynchus lotellae ingår i släktet Echinorhynchus och familjen Echinorhynchidae. Inga underarter finns listade i Catalogue of Life.